# Даларёский форт
Даларёский форт (швед. Dalarö skans) — форт, расположенный на островке Стоккшерсхольмен в 2 км от шведского городка Даларё.

## История
Жители Сутхольмского уезда возвели укрепление в Стура Даларё ещё в 1623 году, однако оно вскоре пришло в упадок, и в 1656 году на островке Стоккшерсхольмен, расположенном двумя километрами юго-западнее Даларё, началось строительство нового форта. Укрепление, возводимое по проекту инженера Кирстениуса, первоначально носило название Стоккшерского форта.
В 1659 году форт, уже переименованный в Далехамнский, был усилен внешней, лежащей ниже линией, возведённой из земли и брёвен. В 1662 году он был передан из подчинения Военной коллегии в ведение Адмиралтейства. В 1677 году, когда форт было решено вновь переподчинить Военной коллегии, он уже носил имя Даларёского. 
В 1683 году известный шведский фортификатор Эрик Дальберг предложил его перестроить, внеся некоторые изменения в его облик и возведя в верхней части островка башню. Это предложение было одобрено лишь в 1698 году. Вскоре после этого начались работы, которые, однако, шли столь медленно, что в ходе Северной войны, в 1700 и 1719 годах, шведам приходилось срочно возводить временные укрепления. В 1719 году форту удалось успешно отразить нападение русского флота. 
Башня была окончательно достроена лишь к середине XVIII века, но к этому времени остальные укрепления начали приходить в упадок. Впоследствии их неоднократно ремонтировали, однако после 1809 года ими занимались мало, и в 1854 году было принято решение исключить форт из числа оборонительных сооружений страны. В 1905 году велись работы по реставрации башни и прилегающих казематов.
В 1935 году шведское государство включило форт в список памятников архитектуры.